# Bonner Burschenschaft Frankonia
La Bonner Burschenschaft Frankonia est une fraternité étudiante à Bonn.

## Histoire
La Bonner Burschenschaft Frankonia est fondée le 11 décembre 1845 par douze étudiants, leur premier orateur est Bernhard Gudden. C'est une scission de la Burschenschaft Fridericia; les fondateurs de Frankonia craignent que les qualités personnelles des étudiants ne se perdent dans une généralité trop large. Ainsi, dès le début, l'accent est mis sur la camaraderie et la « noblesse intérieure » face aux différences individuelles.
Cela est déjà évident en 1848/49, lorsque le franconien Carl Schurz de Bonn et certains de ses frères à l'esprit révolutionnaire (comme Adolf Strodtmann (de)) peuvent traiter pacifiquement et joyeusement avec les franconiens à l'esprit conservateur.
Au cours des décennies suivantes, la Frankonia de Bonn s'adapte aux tendances du wilhelminisme, tout comme les autres associations. Les valeurs intérieures cèdent souvent la place aux valeurs extérieures. Cependant, elle insiste toujours sur son indépendance, la diversité individuelle et la forte solidarité de ses membres. C'est pourquoi le nombre de ses membres est toujours plutôt faible.
La première maison construite pour une corporation à Bonn est occupée par la Burschenschaft Frankonia en 1888 dans l'actuelle Römerstraße (à l'époque Rheindorfer Weg 13). Le 11 juillet 1908, l'association "Verein Alter Bonner Franken" est fondée, consolidant ainsi le principe de la Lebensbund.
En août 1920, Frankonia acquiert la maison de la 14 Baumschulallee à Bonn. Pendant le séparatisme rhénan, les Franconiens de Bonn militent pour que la Rhénanie reste dans le Reich allemand, et certains doivent quitter la zone d'occupation.
Au début du national-socialisme, Frankonia refuse la demande de la direction de la fraternité allemande (de) d'exclure les membres « apparentés juifs » parce qu'ils veulent s'en tenir au principe du Lebensbund. Même les partisans du NSDAP du Frankonia ne sont pas disposés à abandonner leurs frères franconiens menacés parce que le principe de camaraderie à vie leur semble plus important. Avec d'autres fraternités partageant les mêmes idées, Frankonia s'associe donc en décembre 1934 pour former l'Ancienne Fraternité (de) - qui est en mesure de répondre à ses exigences (dont le rejet du principe du Führer) mais ne prévaut pas.
Après de longues négociations avec la direction étudiante national-socialiste, qui veulent mettre toutes les fraternités sur un pied d'égalité, la Frankonia se dissout le 20 octobre 1935 et vend sa maison au 14 de la Baumschulallee, qui est depuis utilisée comme une clinique privée. En tant que « camaraderie Heinrich von Treitschke », une vie fédérale de fortune peut être maintenue à partir de 1940.
Après 1945, Frankonia est rétablie sous le nom de "Akademischer Carl-Schurz-Bund" à l'université de Bonn, et en 1950, elle est autorisée à utiliser à nouveau le nom "Bonner Burschenschaft Frankonia". Depuis 1956, Frankonia a son domicile à Lennéstraße 10, non loin du bâtiment principal de l'université et du Juridicum.
Dans la période qui suit la Seconde Guerre mondiale, les Franconiens de Bonn font campagne pour l'unité allemande. En 1987, lors de la visite d'État d'Erich Honecker, les Franconiens de Bonn manifestent contre les violations des droits de l'homme en RDA et en 1989, le jour de la chute du mur, ils collent un drapeau noir, rouge et or au mémorial de Beethoven (de) sur la Münsterplatz de Bonn.
Après un débat difficile, l'association des anciens franconiens de Bonn décide le 29 juin 2013 la sortie de la fraternité allemande, en raison de leurs tendances politiques, qui ont été un sujet de discussion pendant des années. Depuis lors, la fraternité Frankonia de Bonn n'appartient plus à l'organisation faîtière qu'elle contribue à fonder.

## Particularités
Contrairement à de nombreuses autres fraternités, la Burschenschaft Frankonia de Bonn ne connaît pas de ruban de fuchs. Le major fuchs (de) s'appelle "Fuchskränzchenführer".
Les Franconiens de Bonn sont également typiques:
- la désignation « Franke » au lieu de « Frankone » depuis les années 1880
- la salutation "frère franconien" au lieu de "frère fédéral"
- le terme « sœur Franken » pour les veuves de ses membres
- le renoncement à la Bierzipfel
- le verset de corps de huit lignes, composé par le Leibburschen (de) en référence aux particularités de son Leibfuchsen et chanté à l'occasion de la journée de la fondation (de) (célébrée au sein de la Franconia).

## Orientation de la fraternité
La Burschenschaft Frankonia Bonn est obligatoire (deux mentions obligatoires). En tant que fraternité « blanche », elle accorde une attention particulière à sa vie corporative et à ses manières sociales. Depuis sa création, elle s'est engagée pour l'indépendance des associations individuelles au sein de l'association de la Fraternité allemande (de).
Pendant de nombreuses années, Frankonia appartient au cartel Alt-Weißen au sein du cercle blanc (de), qui comprend également les fraternités Dresdensia-Rugia (de) Frankfurt, Germania Königsberg zu Hamburg (de), Alemannia Gießen (de) et Germania Straßburg zu Tübingen (de) dans les années 1950 et 1960. Après la dissolution du cercle blanc, elle appartient ensuite au cercle des fraternités blanches pendant des décennies.
Depuis 2006, il existe une amitié officielle entre les activités des fraternités Germania Königsberg zu Hamburg (de) et Frankonia Bonn. Après avoir quitté la fraternité allemande, Frankonia fonde le groupe de travail des fraternités allemandes (AdB) en 2014 avec les fraternités Germania Königsberg zu Hamburg, Alte Königsberg fraternité Alemannia à Kiel, Obotritia Rostock, Normannia Leipzig et la fraternité Alte Straßburger Germania zu Tübingen.

## Membres connus

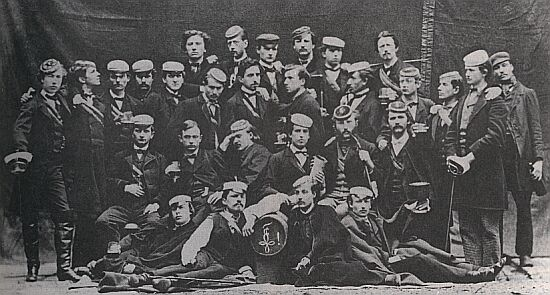
Franconiens de Bonn 1865

- Hendrik Apetz (de) (1910–2011), entrepreneur, consul suédois
- Carl von Arnim (de) (1831-1905), président de district de Stralsund
- Hans-Georg Balder (* 1953), juriste et historien
- Ludwig Beer (de) (1868–1935), universitaire
- Friedrich Boehm (de) (1834-1906), administrateur de l'arrondissement de Schrimm et d'Altenkirchen
- Otto Bovensiepen (de) (1905–1979), militaire
- Hermann Bresgen (de) (1883–1955), président du district de Schneidemühl (de) et administrateur de l'arrondissement de Gladbach
- Dietrich Bürkel (de) (1905–1986), député du Bundestag
- Hermann Deiters (de) (1833–1907), musicologue
- Paul Deussen (1845–1919), philologue
- Heinrich Dohrn (1838–1913), député du Reichstag
- Richard Eickhoff (de) (1854–1931), député du Reichstag
- Robert Emmerich (de) (1836–1891), compositeur
- Wilhelm Ewald (de) (1825–1887), administrateur de l'arrondissement de Cobourg et de l'arrondissement de Gotha
- Robert Faber (de) (1869–1924), éditeur
- Julius von Ficker (1826–1902), historien
- Eduard von Frowein (de) (1841–1924), administrateur de l'arrondissement de Rees (de)
- Hans Gaede (1852–1916), général
- Friedrich Heinrich Geffcken (1830–1896), diplomate, juriste et homme politique
- Walter Gentz (de) (1907–1967), juriste
- Hugo Gering (de) (1847–1925), médiéviste
- Felix Leonhard Giesebrecht (de) (1828–1901), maire de Stettin
- Karl Glässing (de) (1866–1952), maire de Wiesbaden
- Alexander von der Goltz (de) (1832–1912), administrateur de l'arrondissement de Mettmann et député de la chambre des représentants de Prusse
- Julius Grimm (de) (1821–1911), député de la chambre des représentants de Prusse
- Karl Grimm (de) (1826–1893), député du Reichstag
- Bernhard von Gudden (1824–1886), médecin
- Hans Georg Gundel (de) (1912–1999), historien
- Alexander Halm (1840–1913), président du district de Basse-Alsace, maire de Metz, administrateur de l'arrondissement d'Adenau (de)

- Gustav Hansen (de) (1831–1904), député de la chambre des représentants de Prusse et administrateur de l'arrondissement de Tondern (de)
- Alfred Hasselberg (de) (1908–1950), homme politique
- August Heinrichsbauer (de) (1890–1977), journaliste
- Matthias Helferich (de) (né en 1988), député du Bundestag
- Otto Hellwig (de) (1838–1915), homme politique
- Heinrich Heydemann (de) (1842–1889), archéologue
- Robert Hildebrand (de) (1830–1896), député du Reichstag
- Otto Hirschfeld (1843–1922), historien
- Georg Humbert (de) (1839–1898), homme politique
- Arthur Janke (de) (1843–1928), général
- Max Theodor von Karajan (de) (1833–1914), universitaire
- Karl Heinrich Keck (1824–1895), écrivain
- Leo Killy (de) (1885–1954), homme politique
- Carl William Klawitter (de) (1856–1929), homme politique
- Ernst Küster (de) (1839–1930), chirurgien
- Konrad Küster (de) (1842–1931), médecin
- Hugo Lemcke (1835–1925), historien
- Ernst Heinrich Lindemann (de) (1833–1900), maire de Düsseldorf, Dortmund et Essen
- Karl Lohmann (de) (1866–1946), député du Reichstag
- Rudolf Martin (de) (1834–1916), homme politique
- Jürgen Bona Meyer (de) (1829–1897), philosophe
- Ludwig Meyer (1827–1900), psychiatre
- Klaus Peter Möller (de) (né en 1937), président du Landtag de Hesse
- Friedrich Nietzsche (1844–1900), philosophe[6],[7]
- Rudolf Nokk (de) (1830–?), magistrat
- Wilhelm Nokk (de) (1832–1903), ministre-président du grand-duché de Bade
- Johannes Overbeck (1826–1895), archéologue
- Johann Eberhard Ludewig Pavenstedt (de) (1827–1889), homme politique
- Hermann Peter (de) (1837–1914), philologue
- Horst Peters (de) (1910–2000), homme politique
- Wilhelm Polligkeit (de) (1876–1960), juriste
- Karl Porzelt (de) (1871–1943), homme politique
- Ernst von Richthofen (de) (1825–1892), député de la chambre des représentants de Prusse
- Max Rötger (de) (1830–1886), député de la chambre des seigneurs de Prusse
- Friedrich Wilhelm Schirrmacher (de) (1824–1904), historien
- Johann Friedrich Julius Schmidt (1825–1884), astronome
- Johannes Schmidt (1843–1901), linguiste
- Carl Schurz (1829–1906), secrétaire à l'Intérieur des États-Unis
- Anton Schütz (de) (1861–1919), député du parlement provincial de Hesse-Nassau (de)
- Heinrich Siegel (de) (1830–1899), historien
- Friedrich Spielhagen (de) (1829–1911), écrivain
- Johannes August Speltz (de) (1823–1893), homme politique
- Heinrich Steinmetz (de) (1835–1915), député du parlement communal de l'électorat de Hesse
- Eduard Stieger (de) (1843–1930), député de la chambre des seigneurs de Prusse
- Adolf Strodtmann (de) (1829–1879), publiciste
- Emil Teschendorff (de) (1833–1894), historien
- Karl von Thielen (1832–1906), ministre prussien des Travaux publics (de)
- Heinrich von Treitschke (1834–1896), député du Reichstag
- Ludwig Treplin (de) (1834–1924), magistrat
- Gustav Uhlig (de) (1838–1914), philologue
- Winand Virnich (de) (1836–1890), député du Reichstag
- Hermann Weigel (de) (1828–1887), député du Reichstag
- Ludwig von Weise (de) (1828–1915), maire d'Aix-la-Chapelle
- Philipp Wessel (de) (1826–1855), géographe
- Hermann Wichelhaus (de) (1842–1927), chimiste
- Ernst Witte (de) (1829–1910), député du Reichstag
- Adolf Wüllner (de) (1835–1908), physicien